# Криничанский поселковый совет (Криничанский район)
Криничанский поселковый совет (укр. Криничанська селищна рада) — входит в состав
Криничанского района
Днепропетровской области
Украины.
Административный центр поселкового совета находится в 
пгт Кринички.

## Населённые пункты совета
- пгт Кринички
- с. Гремучее
- с. Новоподгородное
- с. Новопушкаревка
- с. Одаровка
- с. Суворовское
- с. Червоный Яр
- с. Чернече
- с. Яблоневое